# Senningbach
Senningbach är ett vattendrag i Österrike.   Det ligger i förbundslandet Niederösterreich, i den nordöstra delen av landet, 20 km nordväst om huvudstaden Wien.
I omgivningarna runt Senningbach växer i huvudsak blandskog. Runt Senningbach är det ganska tätbefolkat, med 149 invånare per kvadratkilometer.